# Vincent Arthur Smith
Vincent Arthur Smith (* 3. Juni 1848 in Dublin; † 6. Februar 1920) war ein britischer Historiker, Indologe und Kunsthistoriker, der im kolonialen britischen Verwaltungsdienst in Indien tätig war.

## Leben
Vincent Smith war das fünfte von 13 Kindern des irischen Antiquitätenhändlers Aquilla Smith und seiner Frau Esther. Er studierte am Trinity College in Dublin, schloss sein Studium mit Auszeichnung ab und bestand die anspruchsvolle Aufnahmeprüfung des Indian Civil Service, des angesehenen (und hoch bezahlten) Verwaltungsdienstes in Britisch-Indien. 1871 trat er seinen Dienst an, zunächst in den indischen Nordwestprovinzen und in Oudh. Nach Stationen im Verwaltungs-, Grundsteuer- und Justizwesen wurde er 1898 Commissioner (Verwaltungschef) von Gorakhpur.
Smith begann sich aufgrund seiner Tätigkeiten im Vermessungs- und Katasterdienst für die Archäologie und Geschichte Indiens zu interessieren. 1889 und 1893 erschienen seine Beiträge zum Münzwesen der Gupta-Zeit und zu den in Indien gefundenen griechischen und römischen Münzen. Durch seine numismatischen Forschungen erschloss er wichtige Quellen aus frühen Epochen der indischen Geschichte, für die damals vergleichsweise wenige schriftliche oder andere Zeugnisse verfügbar waren. Um sich seinen Studien ungestört widmen zu können, nahm er im Jahr 1900 Abschied von Indian Civil Service und setzte er sich in England zur Ruhe.
Smith verfasste biographische Werke über Ashoka, den buddhistischen ersten Gesamtherrscher von Indien, (1901) und über den Großmogul Akbar (1917). Die 1919 erschienene überarbeitete Auflage Akbar-Biographie galt aufgrund der Fülle der darin ausgewerteten Quellen und ihrer ausgewogenen Gesamtdarstellung lange als „the standard biography“. Auch seine Oxford History of India (Erstauflage 1919) war bis zum Erscheinen der Neuauflage von 1958 ein unverzichtbares Standardwerk. Sie behandelt die indische Geschichte von den frühesten Zeiten bis zum Jahr 1911 (in der zweiten Auflage bis 1923). Außerdem erarbeitete Smith unter anderem Studien zur indischen Frühgeschichte (Early History of India, 1904) und kunstgeschichtliche Überblicke (History of Fine Art in India and in Ceylon, 1911). Seine Arbeiten zeichnen sich durch Quellentreue und eine nüchterne Darstellung aus. Anders als manche spätere Autoren von Büchern zur indischen Geschichte verzichtete Smith in der Darstellung auf Ausschmückungen, die von den Quellen nicht gedeckt waren.
Im Blick auf die indische Geschichte war Smith von der Notwendigkeit einer Zentralgewalt und ihres „wohlwollenden Despotismus“ überzeugt, um die politische Fragmentierung des indischen Subkontinentes zu überwinden. Er betrachtete die indische Geschichte als ein Beispiel für „Einheit in Vielfalt“ („Unity in Diversity“), so die von ihm geschaffene Formulierung. Politiker des Indian National Congress griffen dieses Leitwort in den 1930er und 1940er Jahren auf, um damit für ein säkulares Indien als Staat von Hindus und Muslimen zu werben. Smith selbst meinte damit lediglich die kulturelle Vielfalt innerhalb der Hindu-Gemeinschaft.

## Familie
Vincent Smith heiratete 1871 die ebenfalls aus Irland (aus Sligo) stammende Mary Elizabeth Tute. Sie hatten drei Söhne und eine Tochter.

## Auszeichnungen
- Die Asiatic Society verlieh Vincent Smith 1918 ihre Goldmedaille.
- König Georg V. ernannte als Kaiser von Indien 1919 Vincent Smith zum Companion des Order of the Indian Empire.

## Schriften (Auswahl)
- General index to the Reports of the Archaeological Survey of India : volumes I to XXIII ; with a glossary and general table of contents, [Reprint der Ausg.] Simla, Government Central Press, 1887. - Varanasi [u. a.]: Indological Book House, 1969
- (Hrsg.) William Henry Sleeman: Rambles and recollections of an Indian official, Reprint der Ausgabe Westminster 1893. (2 Bände) New Delhi [u. a.]: Asian Educational Services, 1995
- Vorwort zu Purna Chandra Mukherji: A report on a tour of exploration of the antiquities of Kapilavastu Tarai of Nepal during February and March, 1899, [Repr. d. Ausg.:] Calcutta: Office of the Superintendent of Government Printing, 1901. - Delhi u. a.: Indological Book House, 1969
- Catalogue of the Coins in the Indian Museum Calcutta : includ. the Cabinet of the Asiatic Society of Bengal, Teil  1, Oxford, 1906
- History of India / 2 / From the sixth Century B. C. to the Mohammedan conquest : including the invasion of Alexander the Great, 1907
- A history of fine art in India and Ceylon from the earliest times to the present day, Oxford, 1911
- The early history of India from 600 b. C. to the Muhammadan Conquest incl. the invasion of Alexander the Great, 3. ed., Oxford, 1914
- Akbar, the Great Mogul 1542–1605, Oxford, 1917
- The Oxford history of India : from the earliest times to the end of 1911, Oxford: Clarendon Press, 1920 (Second edition 1923, Digitalisat)
- Asoka, the Buddhist emperor of India (Rulers of India), 1. ed. Oxford 1901; 3. ed., Oxford: Clarendon Pr., 1920
- A history of fine art in India and Ceylon from the earliest times to the present day, 2. ed. rev., Oxford: Clarendon Pr., 1930
- (Hrsg.): François  Bernier: Travels in the Mogul Empire, AD 1656–1668. Translated by Archibald Constable on the basis of Irving Brock’s version, 1934. Reprint, Delhi: Low Price Publications, 1994.
- The Jain Stûpa and other antiquities of Mathurâ, 2. ed., Varanasi: Indological Book House, 1969